# Napoleon (Indiana)
Napoleon és una població dels Estats Units a l'estat d'Indiana. Segons el cens del 2000 tenia 238 habitants.

## Demografia
Segons el cens del 2000, Napoleon tenia 238 habitants, 93 habitatges, i 74 famílies. La densitat de població era de 483,6 habitants/km².
Dels 93 habitatges en un 34,4% hi vivien nens de menys de 18 anys, en un 62,4% hi vivien parelles casades, en un 14% dones solteres, i en un 19,4% no eren unitats familiars. En el 17,2% dels habitatges hi vivien persones soles el 8,6% de les quals corresponia a persones de 65 anys o més que vivien soles. El nombre mitjà de persones vivint en cada habitatge era de 2,56 i el nombre mitjà de persones que vivien en cada família era de 2,88.
Per edats la població es repartia de la següent manera: un 27,3% tenia menys de 18 anys, un 6,7% entre 18 i 24, un 31,1% entre 25 i 44, un 19,3% de 45 a 60 i un 15,5% 65 anys o més.
L'edat mediana era de 38 anys. Per cada 100 dones de 18 o més anys hi havia 98,9 homes.
La renda mediana per habitatge era de 39.844 $ i la renda mediana per família de 43.295 $. Els homes tenien una renda mediana de 30.625 $ mentre que les dones 28.750 $. La renda per capita de la població era de 16.187 $. Entorn del 5,5% de les famílies i l'11,3% de la població estaven per davall del llindar de pobresa.

## Poblacions més properes
El següent diagrama mostra les poblacions més properes.